# Ternant-les-Eaux

Ternant-les-Eaux este o comună în departamentul Puy-de-Dôme, Franța. În 1 ianuarie 2022 avea o populație de 49 de locuitori.